# Bellevalia
Bellevalia är ett släkte av sparrisväxter. Bellevalia ingår i familjen sparrisväxter.

## Bildgalleri

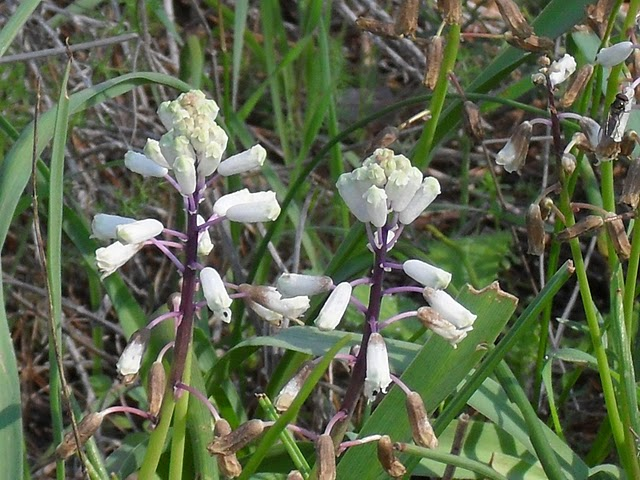
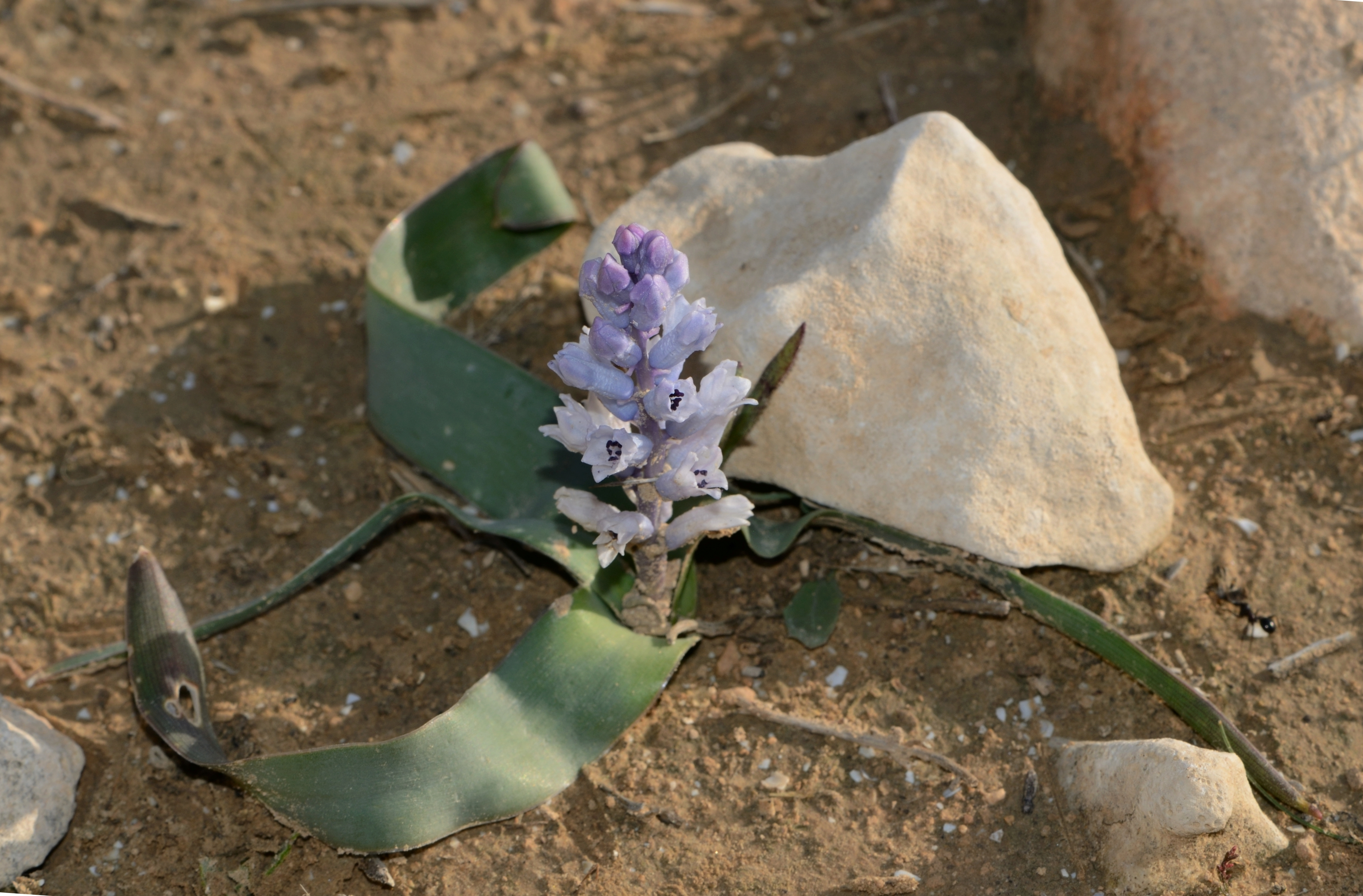
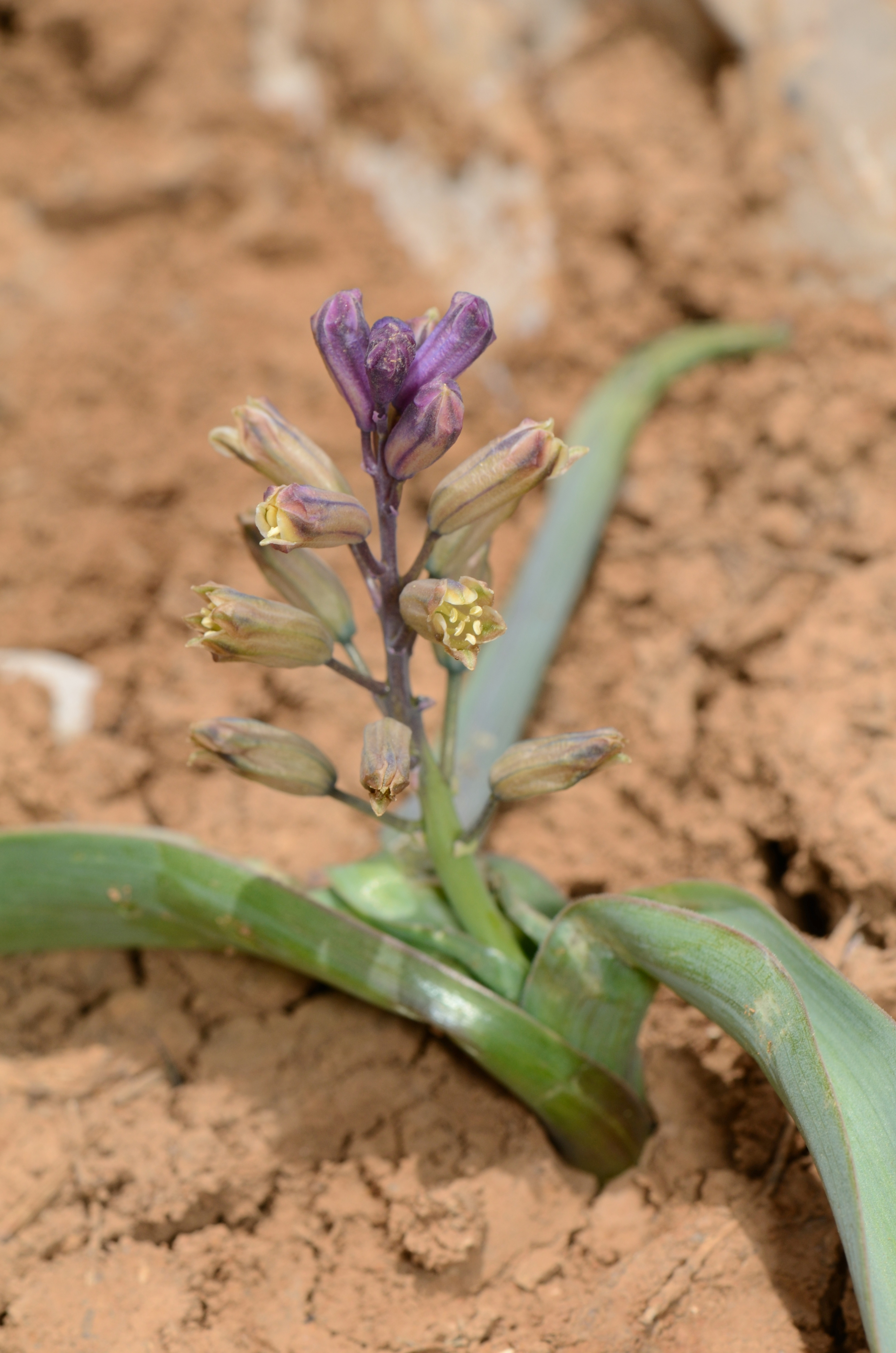
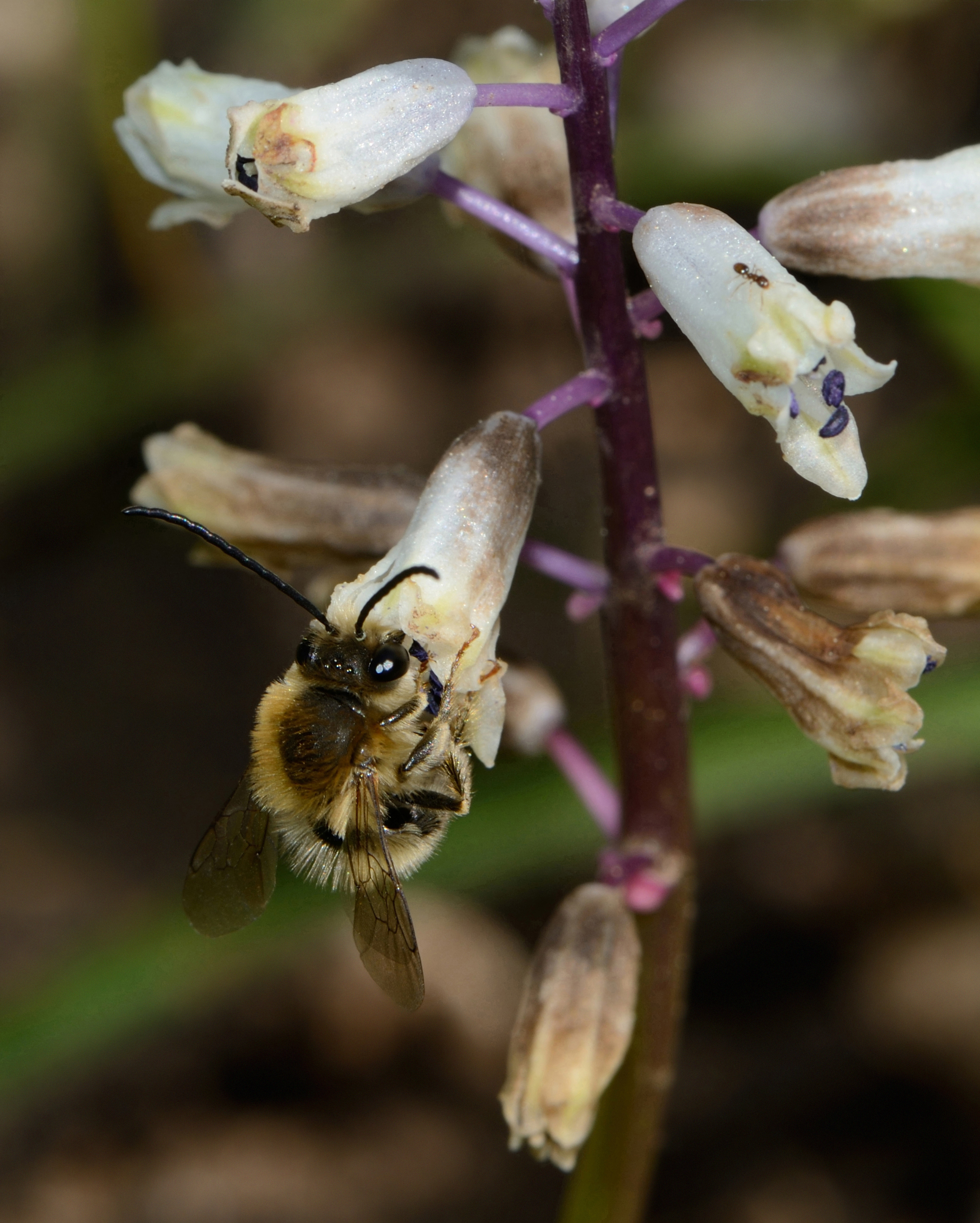
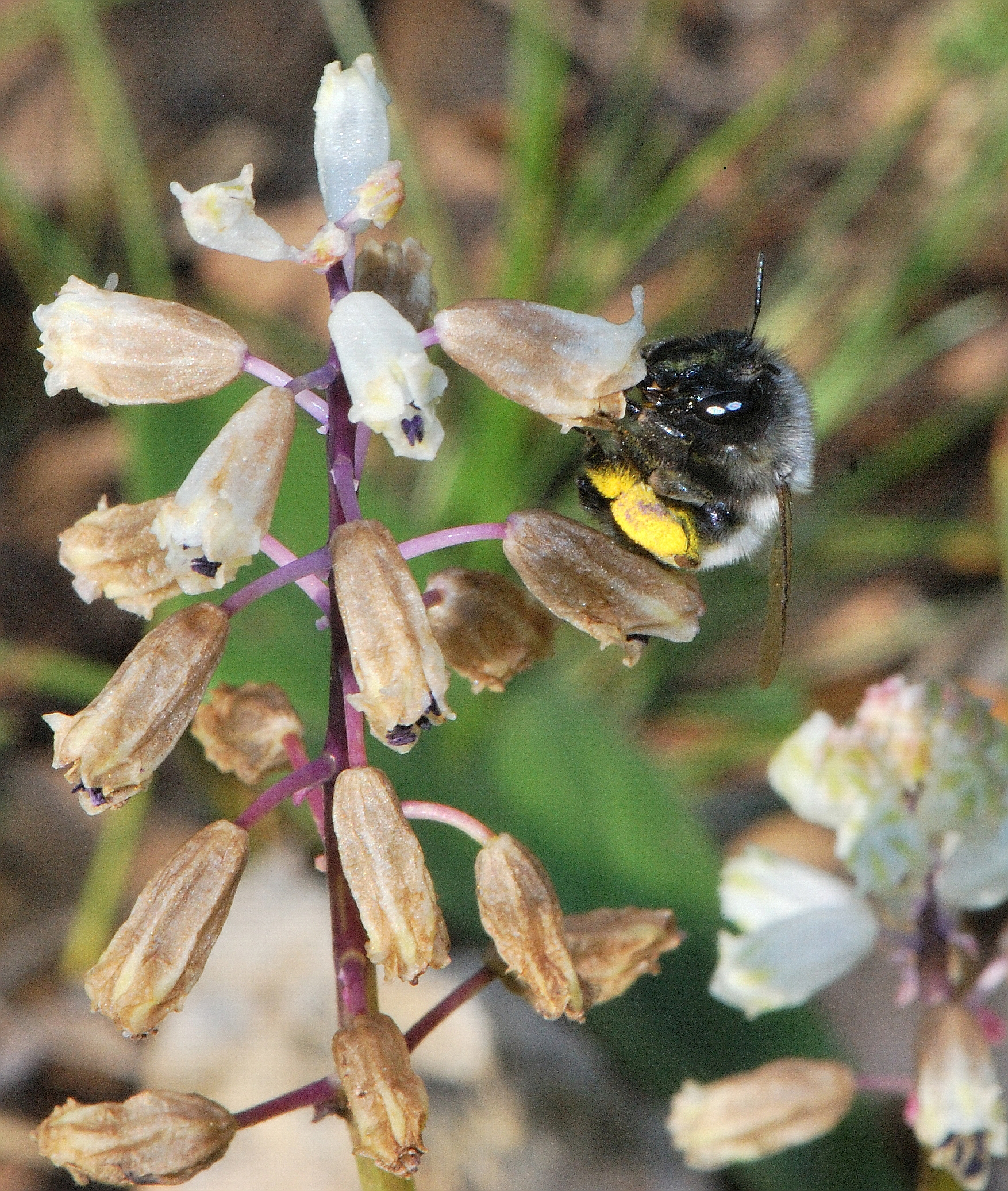
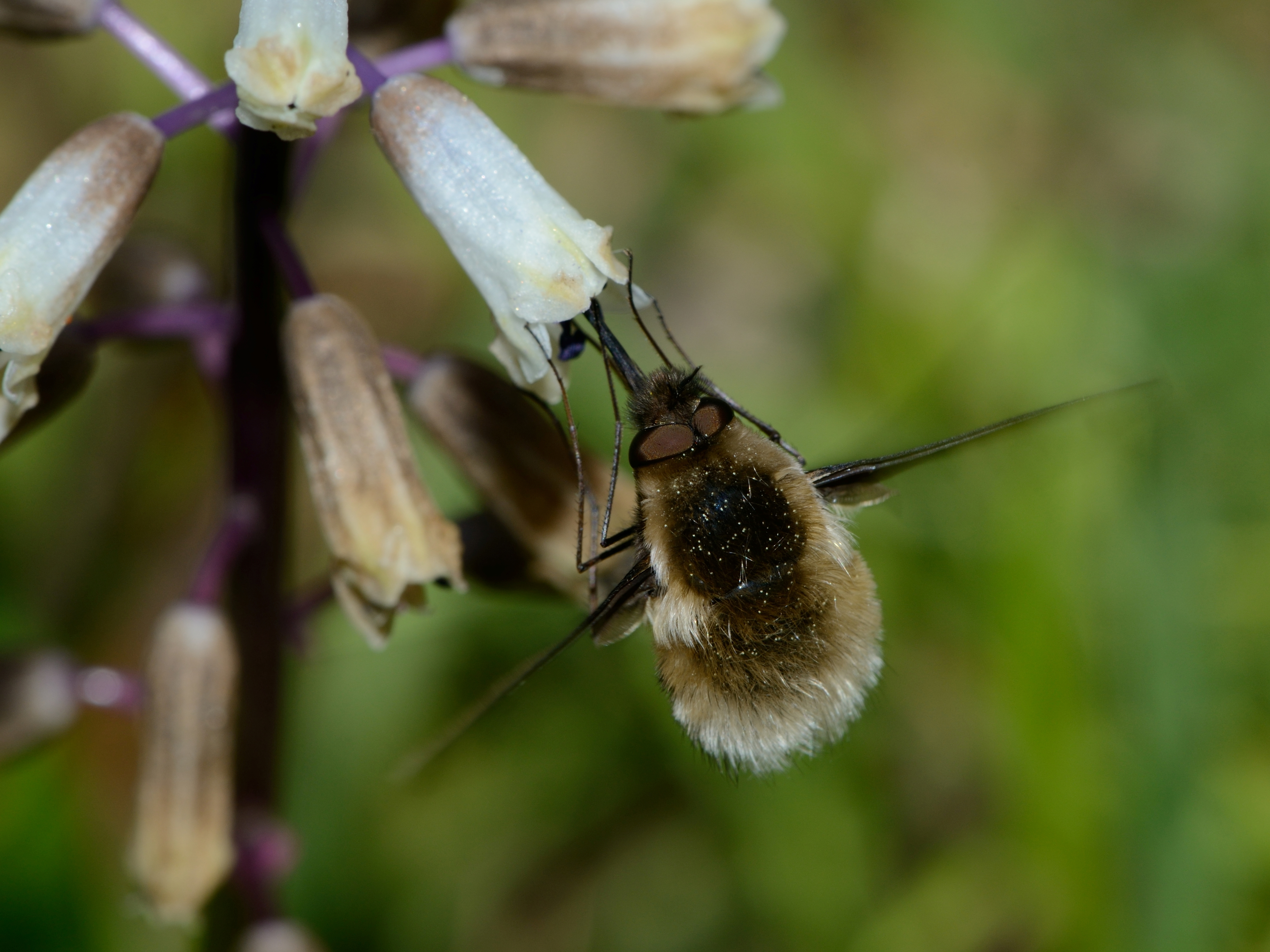

## Dottertaxa tillBellevalia, i alfabetisk ordning[1]
- Bellevalia anatolica
- Bellevalia assadii
- Bellevalia aucheri
- Bellevalia brevipedicellata
- Bellevalia ciliata
- Bellevalia clusiana
- Bellevalia crassa
- Bellevalia cyanopoda
- Bellevalia cyrenaica
- Bellevalia decolorans
- Bellevalia densiflora
- Bellevalia desertorum
- Bellevalia dolicophylla
- Bellevalia douinii
- Bellevalia dubia
- Bellevalia edirnensis
- Bellevalia eigii
- Bellevalia feinbruniae
- Bellevalia flexuosa
- Bellevalia fominii
- Bellevalia galitensis
- Bellevalia glauca
- Bellevalia gracilis
- Bellevalia hermonis
- Bellevalia heweri
- Bellevalia hyacinthoides
- Bellevalia koeiei
- Bellevalia kurdistanica
- Bellevalia leucantha
- Bellevalia lipskyi
- Bellevalia longipes
- Bellevalia longistyla
- Bellevalia macrobotrys
- Bellevalia mathewii
- Bellevalia mauritanica
- Bellevalia modesta
- Bellevalia montana
- Bellevalia mosheovii
- Bellevalia multicolor
- Bellevalia nivalis
- Bellevalia olivieri
- Bellevalia palmyrensis
- Bellevalia paradoxa
- Bellevalia parva
- Bellevalia pelagica
- Bellevalia rixii
- Bellevalia romana
- Bellevalia salah-eidii
- Bellevalia saviczii
- Bellevalia sessiliflora
- Bellevalia shiraziana
- Bellevalia sitiaca
- Bellevalia speciosa
- Bellevalia spicata
- Bellevalia stepporum
- Bellevalia tabriziana
- Bellevalia tauri
- Bellevalia trifoliata
- Bellevalia tristis
- Bellevalia turkestanica
- Bellevalia validicarpa
- Bellevalia warburgii
- Bellevalia webbiana
- Bellevalia wendelboi
- Bellevalia zoharyi